# サッダーム・フセインの死刑執行

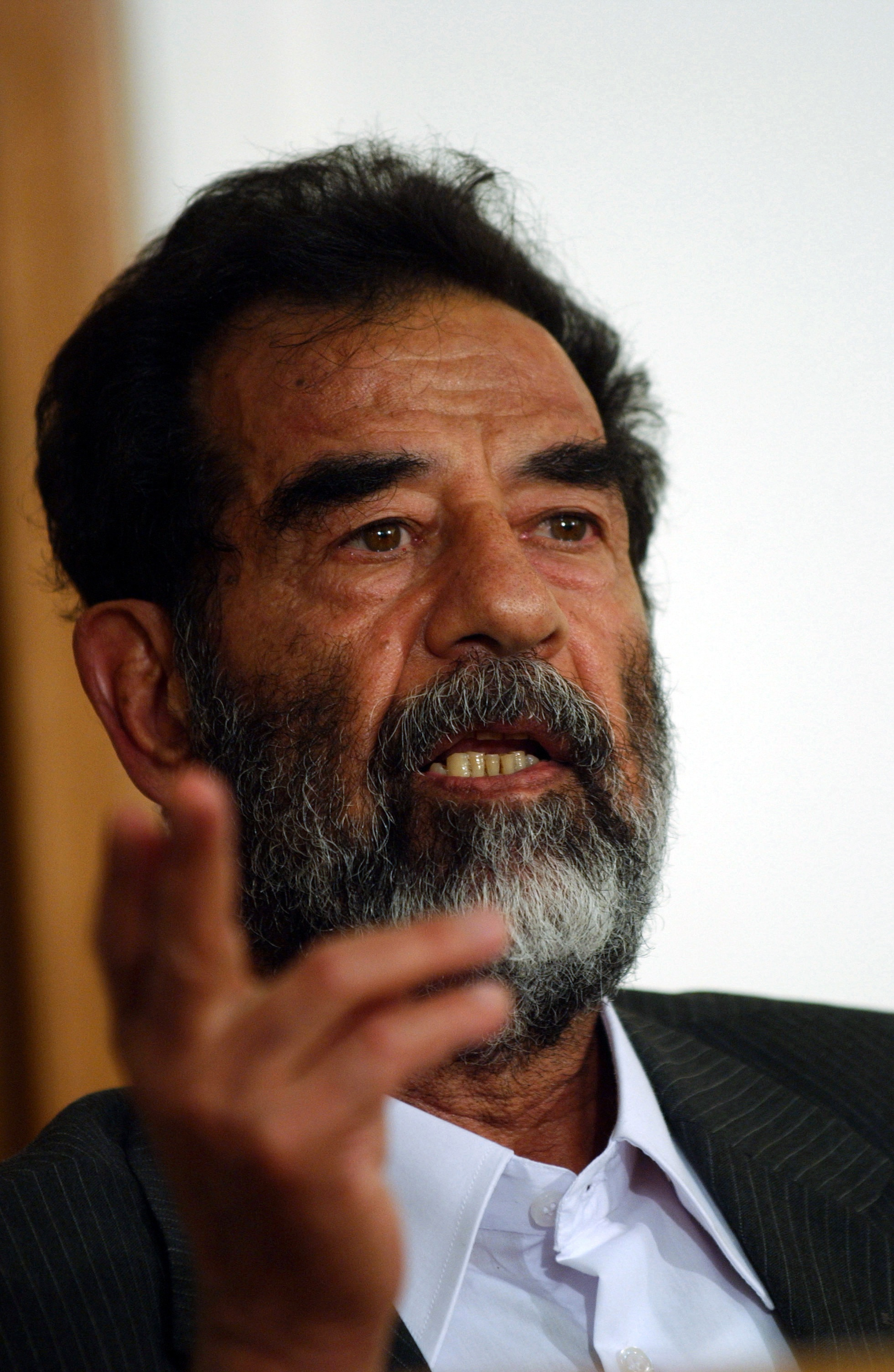
法廷のサッダーム・フセイン（2004年7月）

サッダーム・フセインの死刑執行（サッダーム・フセインのしけいしっこう）では、サッダーム・フセインの死刑確定後から執行後の反応までの状況を記述する。
2006年12月30日、イラクのサッダーム・フセイン元大統領の死刑が、バグダードで執行された。12月26日の死刑確定からわずか4日での執行となった。

## 死刑執行まで
2006年6月19日
検察側、1982年7月のイラク中部ドゥジャイルのシーア派住民大量虐殺における、人道に対する罪でフセインと側近7名に論告求刑。内、フセインやターハー・ヤースィーン・ラマダーン元副大統領ら4名に死刑を求刑。
同年11月5日
イラク高等法廷、前述のドゥジャイル村惨殺事件で、フセインと側近2人に死刑判決。ラマダーンは終身刑の判決。
同年12月26日
イラク高等法廷・控訴審で被告側の控訴が棄却。これにより30日以内の死刑が確定。ラマダーンの一審の終身刑判決を差し戻し。
同年12月28日
イラク政府のムワッファク・アッ＝ルバーイー国家安全保障担当顧問は死刑が一両日中にも執行されると語る。
同年12月30日
米軍からイラク側に身柄を引き渡され、午前6時5分頃、絞首による死刑執行。

## 死刑執行
2006年12月30日イラク時間午前5時半頃、アメリカ軍の拘置施設「キャンプ・ジャスティス」からイラク当局に引き渡され、手錠を掛けられたまま死刑執行室に入れられた。拘置所を出るときはもがくようだったが、最後にはほとんど抵抗せず、執行の進行に従順であった。刑場への護送用装甲車に乗せられても、車中で米軍関係者に「最後は私を釈放するつもりなんだろう」と何度も問いかけていたという。
ルバーイー国家安全保障顧問によると、サッダームは脅えており、恐怖が顔に表れていたという。また、自分に言い聞かせるように「怖がることはない」と話していた。サッダームは何故か、クルアーンを所持しており、これをバンダルという人物に渡すことを求めていたという（このバンダルとは、元革命裁判所長官のアワド・ハマド・バンダルの息子のことであると一部報道では伝えられている）。そしてサッダームは、首にロープを巻かれる前に刑の立会人から勧められた恐怖と苦痛を和らげるための目隠しを拒否し、「アッラーフ・アクバル（神は偉大なり）。この国家は勝利するだろう。パレスチナはアラブのものだ」などと叫んだ。
イラク時間午前6時5分頃、首都バグダードにて絞首による死刑が執行された。イラク高等法廷の判事は「自分の周りで起きていることに、全く無関心の様子だった。死を恐れていないようだった」とCNNに話した。
首にロープを巻かれた際の祈りともとれる信仰告白（シャハーダ）を別にすれば、サッダームの最後の台詞は「この雑魚が」であると報道されたが、隠し撮りされた執行直前の映像によると、刑執行の直前には執行人のひとりが、サッダームと一族に渡って敵対して処刑されたシーア派指導者、ムハンマド・バーキル・アッ＝サドルの名前を挙げ、叫んだことに対して、サッダームがあざけるようにバーキルの孫に当たるムクタダー・サドルの名前を口にして、これを最後に死刑が執行された。
死刑執行は当初、行われないという観測もされていたが、死刑確定後わずか4日という異例の展開となった。この背景にはマーリキー首相を中心とするシーア派政党主導の現政権の大部分が速やかな年内の死刑執行を望んだこと、またイラク情勢の早期打開を狙うブッシュ政権の思惑もあると思われる。ただし、イラク駐留アメリカ合衆国軍のコールドウェル報道官が拙速な死刑執行に不快感を示し、またアメリカ合衆国国務省のマコーマック報道官は死刑執行の延期を働きかけていたと表明している。これは当日が犠牲祭の祝日であったことから事態の泥沼化を懸念してのことだと思われる。
ニューヨーク・タイムズの報道によれば、サッダーム・フセインの死刑執行は、かつて筆舌に尽くしがたい弾圧を受けたシーア派主導のヌーリー・マーリキー首相が（マーリキー自身、旧政権下で死刑判決を受けた経緯がある）、米国やジャラール・タラバーニ大統領を半ば押し切る形で行われたとされている。米国は死刑執行に対し反対はしないがイスラム教の犠牲祭後が望ましいとしていたが、ルバーイー国家安全保障担当顧問が強硬にサッダームの身柄引き渡しを主張。米側との引渡し協議は28日には決裂したが、翌29日には米側が折れ、ザルメイ・ハリルザド大使がイラク政府の意向をコンドリーザ・ライス国務長官に伝え身柄引き渡しが了承された。身柄は29日午後、イラク政府に引き渡され翌日早朝、刑が執行されることになった。死刑執行を巡っては、もう一つ重大な障害があった。同国の憲法下では死刑執行には大統領の署名が不可欠であるが、タラバーニ大統領が死刑廃止論者であるため、タラバーニが署名権限を委譲、委譲された権限をマーリキーが代理署名するという異例の手続きがとられ、また前述のイスラム教の犠牲祭の間は死刑執行が法律上禁じられているため（スンナ派が30日、シーア派が31日から）前述にあるように米側を説得する緊急性に迫られていた。当初、サッダームと共に死刑が執行される手はずだったバルザーン・イブラーヒーム・ハサンら側近2名の執行に関しては翌年に延期された。
この死刑執行については、死刑制度に反対するEU各国や人権団体などから非難の声が上がっているほか、イラク国内でもスンナ派の一部住民が死刑に反対する抗議デモ活動を行った他、爆弾テロも発生し70名余りが死亡した。
尚、サッダームの逮捕や裁判判決がアメリカの中間選挙の直前というタイミングで行われていることから、劣勢が伝えられていたブッシュ共和党政権の選挙対策に利用されているのではないのかという論調も存在する。また、この死刑に関して、かつてアメリカと蜜月の関係にあったサッダームの口を封じる狙いもあったのではないかという意見も出ているが、死刑を決めたのはイラク人であり、また死刑宣告から4日間の間にそのような発言は一度もしなかった。
サッダームの死体はイラク国旗のペイントのされた棺に納められ、故郷であるティクリート近郊のアル＝アウジャ村へ移送され、12月31日に埋葬された。葬儀には、地元住民やサッダーム支持者の他、サラーフッディーン県知事やスンナ派政党の政治家やスンナ派部族長らも出席した。また、他県からも多くのスンナ派住民が墓前に訪れた。

## 各国の反応
- オーストラリア - オーストラリア政府は、サッダームの死刑執行がイラクにとって「特別な瞬間」と評した。アレクサンダー・ダウナー豪外相は、「死刑についてどのような意見を持とうと、また、イラク政府がオーストラリア政府の死刑に対する見解を認識しているかにかかわらず、オーストラリア政府は、独立国が国民に対する罪をその国の司法権によって裁く権利を尊重しなければいけない」と声明で述べた[5]。
- フランス - フランス政府は、断固として死刑に反対する立場を取っていたがサッダームの死刑執行はイラクの判断であり、同国が紛争を解決することを求めた[5]。
- イギリス - サッダームの死刑執行に対してマーガレット・ベケット外相は、「サッダームの責任は果たされた」としたが、いかなる国でも死刑はするべきでないと死刑に対し反対の見解を繰り返した[5]。
- イラン - サッダームの死刑執行は「イラクにとっての勝利だ」とするハミド・レザ・アセフィの談話を、イラン政府は国営イラン通信を通じて発表[5]。
- 日本 - サッダームの死刑執行について麻生太郎外務大臣は、「イラク政府が、これを機会に国民融和や治安改善といった困難な課題を乗りこえ、安定した国になることを期待する。我が国も、国際社会と連携しつつ、イラク政府の努力を支援していく」との談話を発表した。
- ロシア - セルゲイ・V・ラブロフ外相は「死刑に反対する国際社会の声を無視した」と遺憾の意を述べた[5]。
- アメリカ合衆国 - ブッシュ大統領は声明で、「サッダームの死刑執行は、イラク国民とアメリカ合衆国軍が苦しんだ1年の最後に行われたが、イラクで続いている暴力に終止符を打てるわけではない」との厳しい見解を示しつつ、「イラクの民主化を進める画期的な出来事だ」と述べた[5]。

## メディアの対応
イラク政府は、サッダームが確実に執行されたことを示す必要があると判断し、絞首刑執行時の映像を公開する方針を明らかにした。内外のメディアに映像が提供された。アメリカ合衆国、CNNは映像を入手し放映する場合は視聴者に対して事前に内容を警告した。
イラク国営テレビは、「サッダームの死刑執行は、イラクの歴史の暗い時代に終止符を打った」と伝えた。

## 死刑執行映像の流出
サッダームの死刑が執行された日の翌12月31日に、インターネット上にてカメラ付き携帯電話で撮影されたとみられるサッダームの死刑執行の様子を写した映像が掲載された。国営テレビが放送した映像とは別のもので、絞首台の下からサッダームを見上げる位置で撮っている。映像では立会人の間からサッダームに向けて「地獄に落ちろ」と罵声を浴びせる音声も聞かれた。2007年1月2日、サーミー・アル＝アスカリー首相顧問は、マーリキー首相が事実関係を調査する委員会を設置したと発表した。
死刑に立ち会ったファールーン検事は、デンマークのテレビ局に対し、アメリカ兵が事前に立会人全員の携帯電話を押収したにもかかわらず、政府高官2人がカメラ付きの携帯電話を掲げて撮影していたと証言。罵声については、死刑執行室の外にいた高官の警護官が叫んだと語った。ファールーン検事は高官の名前を明らかにしなかったものの、ルバーイー国家安全保障顧問とアスカリー首相顧問ら政府高官数人のほか、高等法廷判事、医師、スンナ派ウラマー、 旧政権の犠牲者の遺族数人が立ち会ったとされている。アスカリー顧問は映像を撮影したのが警護官であると語ったが、ファールーン検事は「映像を撮影したのは警護官では無い」と断言。死刑執行には、裁判を担当した検事の立ち会いが法的に義務づけられており、サッダームへの罵声が酷くなったことから、ファールーン検事は執行を停止させるために退室する、と訴えたことも明らかにした。1月3日、AFP通信は首相報道官の話として、この事件に関して警護官一人が逮捕されたと報じた。
1月9日、今度は死刑執行後のサッダームの遺体を秘かに撮影した映像がネット上に掲載された。この中で、遺体は白いシートに包まれて担架に乗せられており、首は右側に大きくねじ曲がり、 喉には絞首時についたとみられる大きな傷が見える。映像は遺体安置所のような場所で以前の映像と同じく携帯電話付属のカメラで撮られたとみられる。